# Sequência de números reais
Em análise matemática, uma sequência de números reais é uma função real cujo domínio é o conjunto dos números naturais. O estudo destas sequências traz resultados importantes na análise matemática de funções reais.  Livros de análise matemática de função reais de uma variável real, usualmente, tratam sobre sequências.  Ao decorrer deste artigo iremos nos referir a estas sequências somente usando o termo sequência.

## Definição
Uma sequência de números reais é uma função real {\displaystyle x:\mathbb {N} \to \mathbb {R} } definida no conjunto dos números naturais {\displaystyle \mathbb {N} }. Notações usuais são: {\displaystyle (x_{n})_{n\in \mathbb {N} }} , {\displaystyle (x_{n})_{n}}, {\displaystyle (x_{n})} ou, ainda, por extenso {\displaystyle (x_{1},~x_{2},~x_{3},~\ldots ,~x_{n},~\ldots )}. Ao escrever {\displaystyle x_{n}} estamos denotando apenas o termo da sequência de índice {\displaystyle n}, chamado de {\displaystyle n}-ésimo termo da sequência {\displaystyle (x_{n})_{n}}.

### Exemplos
a) {\displaystyle \left({\frac {1}{n}}\right)_{n}=\left(1,~{\frac {1}{2}},~{\frac {1}{3}},~\ldots ,~{\frac {1}{n}},~\ldots \right)}
b) {\displaystyle (2n-4)_{n}=(-2,~0,~2,~\ldots ,~2n-4,~\ldots )}
c) {\displaystyle (1,~-1,~1,~\ldots ,~(-1)^{n},~\ldots )}

## Subsequência
Diretamente relacionado a sequência temos o conceito de subsequência. Uma subsequência de {\displaystyle (x_{n})_{n\in \mathbb {N} }} é sua restrição a um subconjunto infinito {\displaystyle \mathbb {N} '\subset \mathbb {N} }. Denotamos tal subsequência por {\displaystyle (x_{n_{m}})_{n_{m}\in \mathbb {N} '}} ou, simplesmente, {\displaystyle (x_{n_{m}})} no caso do conjunto {\displaystyle \mathbb {N} '} estar subentendido. Note que toda subsequência {\displaystyle (x_{n_{m}})_{n_{m}\in \mathbb {N} '}} de uma sequência {\displaystyle (x_{n})_{n\in \mathbb {N} }} é uma sequência, já que está definida para {\displaystyle m\in \mathbb {N} }, isto é, para cada {\displaystyle m\in \mathbb {N} }, temos um {\displaystyle n_{m}\in \mathbb {N} '}.

### Exemplo
{\displaystyle \left({\frac {1}{m}}\right)_{m\in \mathbb {P} }=\left({\frac {1}{2}},~{\frac {1}{4}},~{\frac {1}{6}},~\ldots ,~{\frac {1}{2n}},~\ldots \right)} onde, aqui, {\displaystyle \mathbb {P} } denota o conjunto dos números naturais pares, é uma subsequência da sequência {\displaystyle \left({\frac {1}{n}}\right)_{n\in \mathbb {N} }}.

## Classificação
Dizemos que uma sequência de números reais {\displaystyle (x_{n})} é limitada quando existe um intervalo {\displaystyle [a,b]\in \mathbb {R} } tal que {\displaystyle x_{n}\in [a,b]} para todo {\displaystyle n\in \mathbb {N} }. Caso contrário, ela é dita ser ilimitada. Além disso, dizemos que uma sequência {\displaystyle (x_{n})} é limitada superiormente quando existe um número {\displaystyle b\in \mathbb {R} } tal que {\displaystyle x_{n}\leq b} para todo {\displaystyle n\in \mathbb {N} }. Analogamente, dizemos que uma sequência {\displaystyle (x_{n})} é limitada inferiormente quando existe {\displaystyle a\in \mathbb {R} } tal que {\displaystyle x_{n}\geq a~\forall n\in \mathbb {N} }. Equivalentemente, dizemos que uma sequência de números reais é limitada se, ela for limitada superiormente e inferiormente. Isto é, quando existe um número {\displaystyle k>0}tal que {\displaystyle |x_{n}|\leq k,\forall n\in \mathbb {N} .}

### Exemplos
(a) {\displaystyle \left({\frac {1}{n}}\right)_{n}} é uma sequência limitada, pois {\displaystyle {\frac {1}{n}}\in [0,1]~\forall n\in \mathbb {N} }.
(b) {\displaystyle (2n-4)_{n}} é uma sequência ilimitada, mas limitada inferiormente. Com efeito, {\displaystyle 2n-4\in [-2,+\infty )~\forall n\in \mathbb {N} }.

Sequências de números reais também são classificadas conforme o comportamento de seus termos. Uma sequência {\displaystyle (x_{n})_{n}} é dita ser (monotonamente) não decrescente quando {\displaystyle x_{n}\leq x_{n+1}~\forall n\in \mathbb {N} }. Ela é dita ser (monotonamente) crescente quando {\displaystyle x_{n}<x_{n+1}~\forall n\in \mathbb {N} }. Analogamente, dizemos que {\displaystyle (x_{n})_{n}} é uma sequência (monotonamente) não crescente quando {\displaystyle x_{n}\geq x_{n+1}~\forall n\in \mathbb {N} }. E, dizemos que ela é (monotonamente) decrescente quando {\displaystyle x_{n}>x_{n+1}~\forall n\in \mathbb {N} }. Em qualquer um destes casos, dizemos que a sequência é monótona.
(a) {\displaystyle \left({\frac {1}{n}}\right)_{n}}é uma sequência limitada e decrescente.
(b) {\displaystyle (2n-4)_{n}} é uma sequência ilimitada e crescente.
(c) {\displaystyle (1,~-1,~1,~\ldots ,~(-1)^{n},~\ldots )} é uma sequência limitada não monótona.

Uma sequência também é classificada conforme a convergência de seus termos. Definimos a convergência de uma sequência ao tratar da definição de limite de uma sequência.

## Limite de uma sequência
A noção de limite se refere à tendencia dos termos de um sequência dada quando tomamos índices grandes. Por exemplo, ao tomarmos índices grandes, vemos que os termos da sequência {\displaystyle (1/n)_{n}} são números muito próximos de zero. Isto nos dá a noção de que esta sequência de números tende para o número zero quando fazemos {\displaystyle n} tender para o infinito. Livros de Cálculo costumam explorar a noção de limite de sequências de forma intuitiva. Aqui, apresentamos um abordagem mais formal, típica de textos de análise matemática.

### Definição de limite de uma sequência
Diz-se que {\displaystyle L\in \mathbb {R} } é o limite da sequência de números reais {\displaystyle (x_{n})_{n}} quando para todo número real {\displaystyle \epsilon >0}, existe {\displaystyle N\in \mathbb {N} } tal que se para todo índice {\displaystyle n>N}, tem-se {\displaystyle L-\epsilon <x_{n}<L+\epsilon }.

### Convergência
Quando existe um número {\displaystyle L\in \mathbb {R} } que é limite de uma sequência {\displaystyle (x_{n})_{n\in \mathbb {N} }}, dizemos que esta é uma sequência convergente. Neste caso, escrevemos {\displaystyle L=\lim _{n\to \infty }x_{n}}
que lê-se L é o limite da sequência {\displaystyle x_{n}} quando {\displaystyle n} tende ao infinito. Escreve-se também, {\displaystyle x_{n}\to L} quando {\displaystyle n\to \infty } que lê-se {\displaystyle x_{n}} tende a {\displaystyle L} quando {\displaystyle n}  tende ao infinito. Ainda, é comum dizer simplesmente que o limite da sequência {\displaystyle x_{n}} é {\displaystyle L}, tomando-se por entendido que {\displaystyle n\to \infty }. Neste contexto, escreve-se {\displaystyle \lim x_{n}=L.}
Caso não exista um tal {\displaystyle L} com a propriedade mencionada acima, dizemos que a sequência é divergente. Isto é, {\displaystyle (x_{n})_{n\in \mathbb {N} }} é uma sequência divergente quando, para todo {\displaystyle L\in \mathbb {R} }, existe um número real {\displaystyle \epsilon >0} tal que para todo {\displaystyle N\in \mathbb {N} } existe um índice {\displaystyle n>N} tal que {\displaystyle x_{n}\leq L-\epsilon } ou {\displaystyle x_{n}\geq L+\epsilon }.

#### Exemplo
(a) {\displaystyle \left({\frac {1}{n}}\right)_{n}} é uma sequência convergente. Com efeito, tomando {\displaystyle L=0}, vemos que para cada {\displaystyle \epsilon >0} podemos escolher um {\displaystyle N\in \mathbb {N} } tal que {\displaystyle \epsilon >{\frac {1}{N}}}. Logo, para todo índice {\displaystyle n>N} tem-se {\displaystyle -\epsilon <{\frac {1}{n}}<\epsilon }.
(b) {\displaystyle (1,~-1,~1,~\ldots ,~(-1)^{n},~\ldots )} é uma sequência divergente. Com efeito, seja {\displaystyle L\neq 1} e {\displaystyle 0<\epsilon <|L-1|}. Daí, temos que para todo {\displaystyle N\in \mathbb {N} } temos, por exemplo, que todo índice ímpar {\displaystyle n>N} implica {\displaystyle x_{n}\leq L-\epsilon } ou {\displaystyle x_{n}\geq L+\epsilon }. O raciocínio é análogo caso tentarmos {\displaystyle L\neq -1}. Se, tomarmos {\displaystyle L=1} e {\displaystyle \epsilon =1}, então para todo {\displaystyle N\in \mathbb {N} } temos que os índices pares {\displaystyle n>N} são tais que {\displaystyle x_{n}\leq L-\epsilon }. Análogo para {\displaystyle L=-1}. Assim, temos demonstrado que a sequência dada diverge.

### Observação
Toda sequência convergente é limitada. De fato, Se {\displaystyle \lim _{n\to \infty }x_{n}=L}, então dado qualquer {\displaystyle \epsilon >0} existe {\displaystyle N\in \mathbb {N} }tal que {\displaystyle n>N\Rightarrow L-\epsilon <x_{n}<L+\epsilon }. Isto significa que  partir de um certo índice {\displaystyle n=N+1}, a sequência é limitada inferiormente por {\displaystyle L-\epsilon }e limitada superiormente por {\displaystyle L+\epsilon }.
Agora, considerando {\displaystyle M=max\{|a_{1}|,|a_{2}|,...,|a_{N}|,|L-\epsilon |,|L+\epsilon |\}}, temos que {\displaystyle |a_{n}|\leq M,\ \forall n\in \mathbb {N} .}
Deve-se ter cuidado, pois nem toda sequência limitada é também convergente. Por exemplo, a sequência {\displaystyle (1,~-1,~1,~\ldots ,~(-1)^{n},~\ldots )}é limitada, mas como visto no exemplo anterior, ela não é convergente.

## Propriedades do limite
Limites de sequências têm uma série de propriedades. Aqui, enunciamos algumas das mais importantes (veja, por exemplo, os livros de análise matemática indicados nas referências deste artigo).

### Unicidade
Se uma sequência tem um limite, ele é único.

| Demonstração. |
| --- |
| A prova deste enunciado pode ser feita por contradição. Com efeito, seja {\displaystyle (x_{n})_{n}} uma sequência de números reais. Suponhamos que {\displaystyle L_{1},L_{2}\in \mathbb {R} } sejam limites de {\displaystyle (x_{n})_{n}}, com {\displaystyle L_{1}\neq L_{2}}. Tomemos {\displaystyle l=\|L_{1}-L_{2}\|} e {\displaystyle \epsilon ={\frac {l}{2}}>0}. Como {\displaystyle L_{1}} é limite de {\displaystyle (x_{n})_{n}}, existe {\displaystyle N_{1}\in \mathbb {N} } tal que {\displaystyle x_{n}\in (L_{1}-\epsilon ,L_{1}+\epsilon )}, para todo {\displaystyle n>N_{1}}. Analogamente, como {\displaystyle L_{2}} é limite de {\displaystyle (x_{n})_{n}}, existe {\displaystyle N_{2}\in \mathbb {N} } tal que {\displaystyle x_{n}\in (L_{2}-\epsilon ,L_{2}+\epsilon )}, para todo {\displaystyle n>N_{2}}. Logo, tomando {\displaystyle N=max\{N_{1},~N_{2}\}} temos que {\displaystyle x_{n}\in (L_{1}-\epsilon ,L_{1}+\epsilon )\cap (L_{2}-\epsilon ,L_{2}+\epsilon )} para todo {\displaystyle n>N}. Mas, isso é um absurdo, pois {\displaystyle (L_{1}-\epsilon ,L_{1}+\epsilon )\cap (L_{2}-\epsilon ,L_{2}+\epsilon )=\emptyset }. Logo, {\displaystyle L_{1}=L_{2}}. |

Observamos que se {\displaystyle L} é o limite de uma sequência dada {\displaystyle (x_{n})}, então toda subsequência {\displaystyle (x_{n_{m}})} também converge para {\displaystyle L}. De fato, como {\displaystyle x_{n}\rightarrow L}sabe-se que dado {\displaystyle \epsilon >0,\exists \ N\in \mathbb {N} }tal que {\displaystyle n>N\Rightarrow \ |a_{n}-L|<\epsilon }. Basta tomar {\displaystyle n_{m_{0}}>N}. Então sendo {\displaystyle n_{m}>n_{m_{0}}\Rightarrow n_{m}>N\Rightarrow |x_{n_{m}}-L|<\epsilon }.

##### Exemplo
{\displaystyle \left({\frac {1}{n}}\right)} converge para zero, assim como a subsequência {\displaystyle \left({\frac {1}{2}},~{\frac {1}{4}},~{\frac {1}{6}},~\ldots ,~{\frac {1}{2m}},~\ldots \right)} formada apenas pelos índices pares da sequência {\displaystyle \left({\frac {1}{n}}\right)}.

### Convergência de sequências monótonas
Toda sequência limitada e monótona é convergente:
Considere {\displaystyle (x_{n})} uma sequência não crescente. Como {\displaystyle (x_{n})}é limitada, então ela é limitada superiormente por {\displaystyle x_{1}}e existe um limite inferior para os termos {\displaystyle x_{n}}. Seja {\displaystyle I=\inf\{x_{n}:n\in \mathbb {N} \}}, mostraremos que {\displaystyle \lim x_{n}=I}. Dado {\displaystyle \epsilon >0}, note que {\displaystyle I+\epsilon } não é o ínfimo do {\displaystyle x_{n}}. Daí, temos que existe {\displaystyle N\in \mathbb {N} }tal que {\displaystyle I\leq x_{N}<I+\epsilon }. Assim, para todo {\displaystyle n\geq N} temos que {\displaystyle I-\epsilon <I\leq x_{n}\leq x_{N}<I+\epsilon }, pois {\displaystyle (x_{n})}é não crescente e, as desigualdades anteriores provam o resultado.

### Propriedades Aritméticas
Se {\displaystyle \lim x_{n}=0} e {\displaystyle (y_{n})_{n}} é uma sequência limitada, então {\displaystyle \lim x_{n}\cdot y_{n}=0}.

| Demonstração. |
| --- |
| Seja {\displaystyle C\in \mathbb {R} } tal que {\displaystyle \|y_{n}\|<C} para todo {\displaystyle n\in \mathbb {N} }. Seja, também, {\displaystyle \varepsilon >0}. Como {\displaystyle \lim x_{n}=0}, existe {\displaystyle N\in \mathbb {N} } tal que {\displaystyle n>N\Rightarrow \|x_{n}\|<{\frac {\varepsilon }{C}}}. Então: {\displaystyle n>N\Rightarrow \|x_{n}y_{n}\|\leq \|x_{n}\|\|y_{n}\|<\varepsilon }. |

Sejam {\displaystyle (x_{n})_{n}} e {\displaystyle (y_{n})_{n}} sequências de números reais convergentes, então:
1. {\displaystyle \lim(x_{n}+y_{n})=\lim x_{n}+\lim y_{n}}
2. {\displaystyle \lim(x_{n}\cdot y_{n})=\lim x_{n}\cdot \lim y_{n}}
3. {\displaystyle \lim \left({\frac {x_{n}}{y_{n}}}\right)={\frac {\lim x_{n}}{\lim y_{n}}}} se {\displaystyle \lim y_{n}\neq 0}

| Demonstração. |
| --- |
| Sejam {\displaystyle L_{1}=\lim x_{n}} e {\displaystyle L_{2}=\lim y_{n}}. 1. Seja {\displaystyle \epsilon >0}. Existem {\displaystyle n_{1},n_{2}\in \mathbb {N} } tais que {\displaystyle n>n_{1}\Rightarrow \|x_{n}-L_{1}\|<{\frac {\epsilon }{2}}} e {\displaystyle n>n_{2}\Rightarrow \|y_{n}-L_{2}\|<{\frac {\epsilon }{2}}}. Tomando {\displaystyle n_{0}=\max\{n_{1},~n_{2}\}}, temos que {\displaystyle n>n_{0}\Rightarrow \|(x_{n}+y_{n})-(L_{1}+L_{2})\|\leq \|x_{n}-L_{1}\|+\|y_{n}-L_{2}\|<\epsilon .} 2. Basta notar que {\displaystyle x_{n}y_{n}-L_{1}L_{2}=x_{n}(y_{n}-L_{2})+(x_{n}-L_{1})y_{n}}, sendo que estes dois termos são sequências convergentes (veja resultado anterior). Segue de 1. que {\displaystyle \lim(x_{n}y_{n}-L_{1}L_{2})=\lim x_{n}(y_{n}-L_{2})+\lim(x_{n}-L_{1})y_{n}=0.} 3. Como {\displaystyle L_{2}\neq 0}, vemos que {\displaystyle \left({\frac {1}{y_{n}L_{2}}}\right)_{n}}é limitada. Notemos, também, que {\displaystyle {\frac {x_{n}}{y_{n}}}-{\frac {L_{1}}{L_{2}}}=\left(L_{2}x_{n}-L_{1}y_{n}\right){\frac {1}{y_{n}L_{2}}}} e, por 2., sabemos que {\displaystyle \left(L_{2}x_{n}-L_{1}y_{n}\right)\to 0}. Utilizando o resultado anterior, novamente, temos {\displaystyle {\frac {x_{n}}{y_{n}}}-{\frac {L_{1}}{L_{2}}}\to 0.} |

## Teorema de Bolzano-Weierstrass

#### Toda sequência(xn){\displaystyle (x_{n})}limitada possui uma subsequência(xnm){\displaystyle (x_{n_{m}})}convergente.
Considere {\displaystyle (x_{n})}uma sequência limitada de números reais. Se o conjunto {\displaystyle X=\{x_{n};n\in \mathbb {N} \}}dos termos da sequência for finito, existe pelo menos um termo {\displaystyle x_{0}}que se repete indefinidamente. Isto é, podemos tomar {\displaystyle x_{0}=x_{n_{1}}=x_{n_{2}}=x_{n_{3}}=\ ...} de modo que {\displaystyle n_{1}<n_{2}<n_{3}<\ ...}e {\displaystyle \lim x_{n_{j}}=x_{0}}.
Suponha então que {\displaystyle X}não é finito. Como {\displaystyle (x_{n})}é limitada, podemos supor que {\displaystyle X\subset [a,b]}, com {\displaystyle a<b}. Divida {\displaystyle [a,b]}em dois intervalos de comprimento {\displaystyle {\frac {b-a}{2}}}. Em, pelo menos, um destes subintervalos existem infinitos termos {\displaystyle x_{n}}.
Seja {\displaystyle I_{1}}o intervalo com esta propriedade. Divida {\displaystyle I_{1}}em dois subintervalos de comprimento {\displaystyle {\frac {b-a}{2^{2}}}}. Como antes, considere {\displaystyle I_{2}}o intervalo que contém infinitos termos {\displaystyle x_{n}}.
Continuando com este procedimento, teremos uma sequência de intervalos {\displaystyle (I_{n})_{n}}tais que:
1) {\displaystyle I_{1}\supset I_{2}\supset I_{3}\supset \ ...\ \supset I_{n}}.
2) O comprimento de cada {\displaystyle I_{n}}é {\displaystyle {\frac {b-a}{2^{n}}}}.
Usando o teorema dos intervalos encaixados (consultar referência para prova), existe {\displaystyle x\in \displaystyle \cap _{n=1}^{\infty }I_{n}}. Tome {\displaystyle x_{n_{1}}\in I_{1},\ x_{n_{2}}\in I_{2},\ ...,\ x_{n_{k}}\in I_{k}}de modo que {\displaystyle n_{1}<n_{2}<n_{3}<\ ...\ <n_{k}<\ ...}. Isso pode ser feito pois existem infinitos termos {\displaystyle x_{n}}em cada {\displaystyle I_{n}}.
Dado {\displaystyle \epsilon >0}, considere {\displaystyle k_{0}\in \mathbb {N} }tal que {\displaystyle {\frac {b-a}{2^{k_{0}}}}<\epsilon }. Daí, {\displaystyle k\geq k_{0}\Rightarrow {\frac {b-a}{2^{k}}}\leq {\frac {b-a}{2^{k_{0}}}}\Rightarrow \ I_{k}\subseteq I_{k_{0}}\Rightarrow x_{n_{k}}\in I_{k_{0}}}.
Como o comprimento de {\displaystyle I_{k_{0}}}é {\displaystyle {\frac {b-a}{2^{k_{0}}}}<\epsilon } e {\displaystyle x\in I_{k_{0}}}, temos que {\displaystyle I_{k_{0}}\subset (x-\epsilon ,\ x+\epsilon )}.
Portanto, considerando {\displaystyle n_{k}>k}, temos {\displaystyle n_{k}>k\geq k_{0}\Rightarrow x_{n_{k}}\in (x-\epsilon ,\ x+\epsilon )}. Ou seja, {\displaystyle \lim x_{n_{k}}=x}.Como queríamos demonstrar.

## Sequências de Cauchy
Uma sequência {\displaystyle (x_{n})}é dita de Cauchy quando, dado um {\displaystyle \epsilon >0}, existir um {\displaystyle N\in \mathbb {N} }tal que para todo {\displaystyle m,n\in \mathbb {N} }com {\displaystyle m>N}e {\displaystyle n>N}, implicar que {\displaystyle |x_{m}-x_{n}|<\epsilon }.

#### Toda sequência convergente é de Cauchy.
Como {\displaystyle (x_{n})}é uma sequência convergente, existe {\displaystyle L\in \mathbb {R} }tal que {\displaystyle \lim x_{n}=L}. isto é, dado {\displaystyle \epsilon ={\frac {\epsilon '}{2}}>0}, existe {\displaystyle N\in \mathbb {N} }tal que para {\displaystyle m,n\in \mathbb {N} },{\displaystyle m>N\Rightarrow |x_{m}-L|<{\frac {\epsilon '}{2}}} e {\displaystyle n>N\Rightarrow |x_{n}-L|<{\frac {\epsilon '}{2}}}.
Daí, {\displaystyle m,n>N\Rightarrow |x_{m}-x_{n}|\leq |x_{m}-L|+|x_{n}-L|<{\frac {\epsilon '}{2}}+{\frac {\epsilon '}{2}}=\epsilon }, ou seja, {\displaystyle (x_{n})}é uma sequência de Cauchy.

#### Toda Sequência de Cauchy é convergente
Para mostrar este segundo resultado das sequências de Cauchy, é necessário apresentar dois lemas:

##### 1) Toda sequência de Cauchy(xn){\displaystyle (x_{n})}é limitada.
Como {\displaystyle (x_{n})}é de Cauchy, tome um {\displaystyle \epsilon >0}fixo. Daí existirá {\displaystyle N\in \mathbb {N} }tal que {\displaystyle m,n\geq N\Rightarrow |x_{m}-x_{n}|<\epsilon }. Em particular, se considerarmos {\displaystyle n\geq N}, teremos que {\displaystyle |x_{N}-x_{n}|<\epsilon }, isto é, {\displaystyle n\geq N\Rightarrow x_{n}\in (x_{N}-\epsilon ,x_{N}+\epsilon )}. Seja {\displaystyle M=max\{|x_{1}|,|x_{2}|,...,|x_{N}-\epsilon |,|x_{N}+\epsilon |\}}. Então, {\displaystyle |x_{n}|\leq M,\ \forall n\in \mathbb {N} }, ou seja, {\displaystyle (x_{n})}é limitada.

##### 2) Se uma sequência de Cauchy(xn){\displaystyle (x_{n})}possui uma subsequência(xnk){\displaystyle (x_{n_{k}})}tal quexnm→L{\displaystyle x_{n_{m}}\rightarrow L}, entãoxn→L{\displaystyle x_{n}\rightarrow L},L∈R{\displaystyle L\in \mathbb {R} }.
Sendo {\displaystyle (x_{n})}de Cauchy, dado {\displaystyle {\frac {\epsilon '}{2}}>0}, existe {\displaystyle N\in \mathbb {N} }tal que {\displaystyle m,n>N\Rightarrow |x_{m}-x_{n}|<{\frac {\epsilon '}{2}}}. Como {\displaystyle \lim x_{n_{k}}=L}, existe {\displaystyle n_{k_{0}}\in \mathbb {N} }tal que {\displaystyle n_{k}\geq n_{k_{0}}\Rightarrow |x_{n_{k}}-L|<{\frac {\epsilon '}{2}}}. Seja {\displaystyle N_{1}=max\{N,N_{k_{0}}\}}, tomando {\displaystyle n_{k_{1}}\geq N_{1}}, temos:
{\displaystyle n\geq N_{1}\Rightarrow |x_{n}-L|\leq |x_{n}-x_{n_{k_{1}}}|+|x_{n_{k_{1}}}-L|<{\frac {\epsilon '}{2}}+{\frac {\epsilon '}{2}}=\epsilon '\Rightarrow \lim x_{n}=L}.
Agora provaremos que toda sequência de Cauchy converge.
Seja {\displaystyle (x_{n})}uma sequência de Cauchy. Pelo lema 1) ela é limitada e, pelo teorema de Bolzano-Weierstrass, ela possui uma subsequência {\displaystyle (x_{n_{k}})}convergente. Portanto, segue do lema 2) que {\displaystyle (x_{n})}converge.